# Juanjuí
Juanjuí é uma cidade do Peru, situada na região de  San Martín. Capital da província de  Mariscal Cáceres, sua população em 2017 foi estimada em 28.453 habitantes.